# Zeng Shanqing
Pour les articles homonymes, voir Shanqing (homonymie).
Zeng Shanqing, né le 1932 à Pékin, est un artiste peintre chinois.

## Biographie
Né dans une famille modeste, il manifeste tôt du talent artistique ce qui lui permet d'être accepté à l'âge de 14 ans à l'Académie centrale des Beaux-Arts de Pékin, où il a étudié la peinture à l'huile avec Xu Beihong et Wu Zuoren. Zeng est diplômé en 1950 et a enseigné des classes à l'Académie. En 1952, il est transféré à l'Université de Qinghua où il a enseigné la peinture et histoire de l'art et a rencontré sa future épouse. En 1986, il a déménagé aux États-Unis. Zeng combine la peinture traditionnelle chinoise et les techniques de peinture à l'huile de l'occident.